# Mellicta septentriorientis
Mellicta septentriorientis är en fjärilsart som beskrevs av Ruggero Verity 1930. Mellicta septentriorientis ingår i släktet Mellicta och familjen praktfjärilar. Inga underarter finns listade i Catalogue of Life.